# جي بي إيزولا 2018
جي بي إيزولا 2018 (بالإنجليزية: 2018 GP Izola)‏ هو سباق دراجات هوائية، وهو الموسم رقم 5 من السباق، وأقيم في 25 فبراير 2018، وامتدّ لمسافة 106.5 كيلومتر، وهو أحد سباقات طواف أوروبا للدراجات 2018، وهو من نوع سباق يوم واحد، وهو من نوع سباق الدراجات.
فاز فيه بالمركز الأول Dušan Rajović ‏، وبالمركز الثاني دانيال أوير، وبالمركز الثالث ماثيو جيبسون.

## التصنيف العام النهائي
| التصنيف العام         | التصنيف العام   | التصنيف العام   | التصنيف العام                | التصنيف العام     |
| الدراج                | الدراج          | البلد           | الفريق                       | الوقت             |
| --------------------- | --------------- | --------------- | ---------------------------- | ----------------- |
| 1.                    | Dušan Rajović ‏  | صربيا           | Adria Mobil                  | 2 س 35 دقيقة 43 ث |
| 2.                    | دانيال أوير     | النمسا          | WSA-Pushbikers               | + 0 ث             |
| 3.                    | ماثيو جيبسون    | المملكة المتحدة | JLT Condor                   | + 0 ث             |
| 4.                    | Emīls Liepiņš ‏  | لاتفيا          | ONE                          | + 0 ث             |
| 5.                    | Jannik Steimle ‏ | ألمانيا         | Team Vorarlberg-Santic       | + 0 ث             |
| 6.                    | Nicolás Tivani ‏ | الأرجنتين       | Trevigiani-Phonix-Hemus 1896 | + 0 ث             |
| 7.                    | Rok Korošec ‏    | سلوفينيا        | My Bike-Stevens              | + 0 ث             |
| 8.                    | Matteo Draperi ‏ | إيطاليا         | Sangemini-MG.Kvis-Vega       | + 0 ث             |
| 9.                    | باولو توتو      | إيطاليا         | Sangemini-MG.Kvis-Vega       | + 0 ث             |
| 10.                   | Alex Turrin ‏    | إيطاليا         | ويلير تريستينا-سيل إيطاليا   | + 0 ث             |
| مصدر: ProCyclingStats |                 |                 |                              |                   |

## وصلات خارجية
- لمحة عن سباق جي بي إيزولا 2018 على موقع  ProCyclingStats   (برو  سايكلنج  ستاتس) - إحصاءات  محترفي  الدراجات.
- جي بي إيزولا 2018 على موقع إحصائيات الدراجات الإحترافية (الإنجليزية)